# Jezus Hita Miranda
Jezus Hita Miranda (hiszp.) Jesús Hita Miranda (ur. 17 sierpnia 1900 w Calahorra, zm. 25 września 1936 w Carrión de Calatrava) – zamordowany w okresie hiszpańskiej wojny domowej, z nienawiści do wiary (łac) odium fidei, beatyfikowany brat z Towarzystwa Maryi, uznany przez Kościół katolicki za męczennika.

## Życiorys

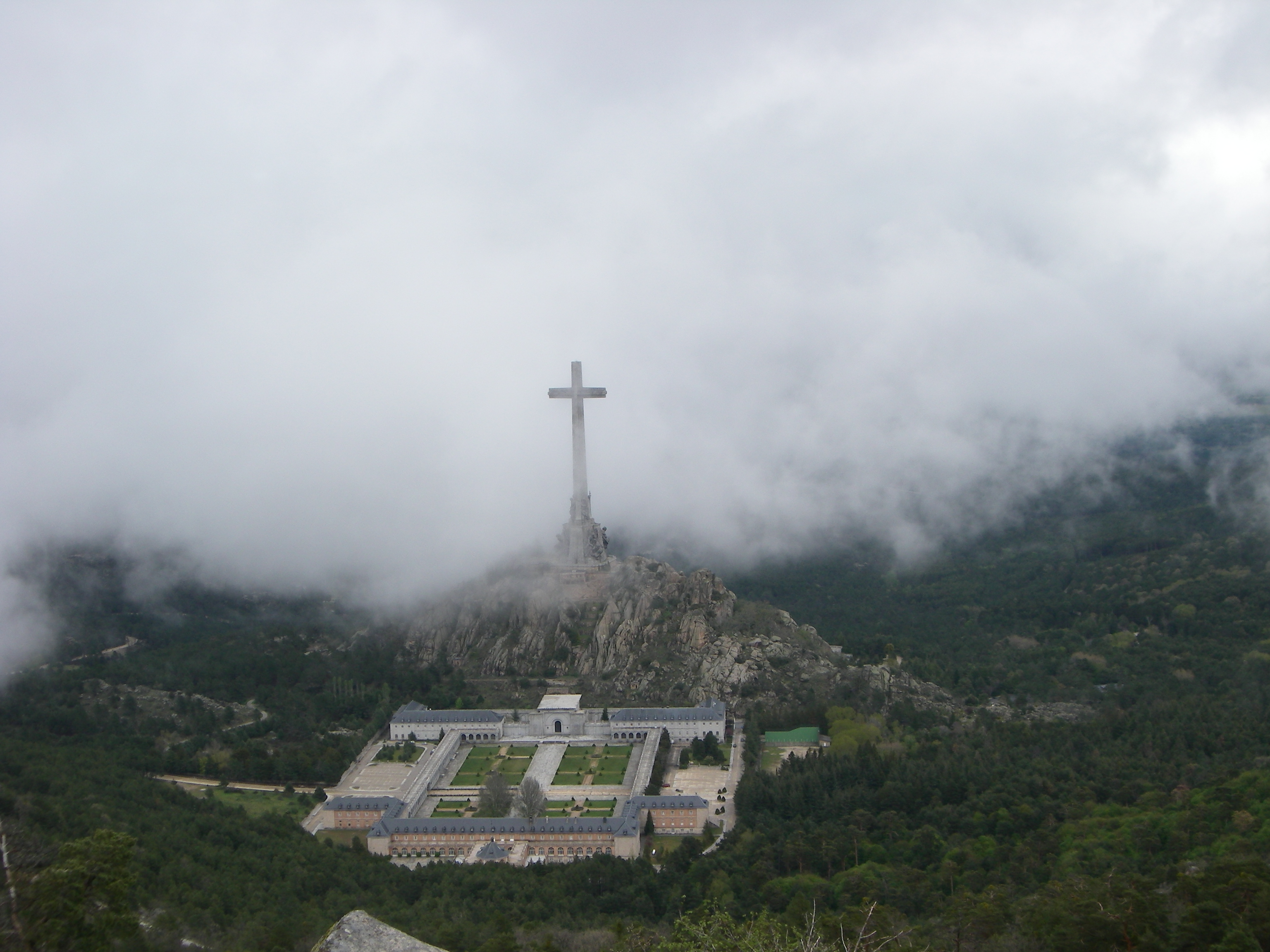
Mauzoleum ofiar hiszpańskiej wojny domowej Valle de los Caídos.

Urodził się w głęboko religijnej rodzinie, jako najmłodszy z czworga dzieci drobnych właścicieli ziemskich Manuela Hity i Petry Mirandy. Rodzina mieszkała w Calahorra (diecezja Calahorra y La Calzada-Logroño) i tam wstąpił seminarium diecezjalnego. Profesję zakonną złożył w 1918 roku w Towarzystwie Maryi. Po ukończeniu studiów od 1921 roku powołanie realizował jako nauczyciel w placówkach dydaktycznych marianistów w: Santander, Eskoriatza, Vitoria, Ciudad Real, Jerez de la Frontera i Madrycie. Na Uniwersytecie w Saragossie uzyskał licencjat z nauk historycznych. W czerwcu 1936 roku na polecenie przełożonych wyjechał z Madrytu skierowany do prowadzenia zajęć letnich w Ciudad Real. Po zajęciu szkoły przez milicję ukrywał się wraz z współbraćmi. Aresztowany został 25 września i rozstrzelany nocą tego samego dnia w Carrión de Calatrava. Zwłoki męczennika zrzucone w przepaść po latach zostały przeniesione do mauzoleum upamiętniające ofiary wojny domowej w Hiszpanii Valle de los Caídos.

## Znaczenie
1 października 1995 roku na rzymskim Placu Świętego Piotra papież Jan Paweł II dokonał beatyfikacji czterdziestu pięciu ofiar prześladowań antykatolickich wśród których jednym z trzech „Męczenników z Towarzystwa Maryi” był Jezus Hita Miranda.
W Kościele katolickim dniem wspomnienia liturgicznego każdego z otoczonych kultem jest dies natalis zaś grupa błogosławionych trzech zamordowanych marianistów wspominana jest 18 września.
Atrybutem męczennika jest palma.